# Wilhelm Stich
Wilhelm Heinrich Stich (1794 in Berlin – 3. Oktober 1824 ebenda) war ein deutscher Theaterschauspieler.

## Leben
August Wilhelm Iffland, dem er sich anvertraute, um dessen Urteil über sein Talent zu vernehmen, bildete ihn selbst für die Bühne aus, die er 1797 am Berliner Hoftheater vertrat. Er wirkte daselbst bis zu seinem Tode und zeichnete sich namentlich als Bonvivant aus. Stich gehörte zu den trefflichsten Darstellern des königlichen Instituts. Seine Ehe mit Auguste Crelinger sollte für ihn verhängnisvoll werden. Er glaubte sich von seiner Frau mit dem Grafen Blücher betrogen, es kam zu einem erregten Wortwechsel, der in Tätlichkeiten ausartete. Der Künstler wurde arg verwundet und starb nach kurzer Zeit.
Aus dieser Ehe stammten zwei Töchter, die ebenfalls Schauspielerinnen wurden: Clara und Bertha Stich.